# Glenka Antonia
Glenka Antonia (* 4. September 1999) ist eine niederländische Leichtathletin aus Curaçao, die sich auf den Hochsprung spezialisiert hat und auch im Weitsprung an den Start geht.

## Sportliche Laufbahn
Erste internationale Erfahrungen sammelte Glenka Antonia bei den CARIFTA-Games 2014 in Fort-de-France, bei denen sie mit übersprungenen 1,55 m den zwölften Platz im Hochsprung in der U18-Altersklasse belegte. Anschließend gelangte sie bei den Zentralamerika- und Karibik-Jugendmeisterschaften in Morelia mit 1,60 m auf Rang sechs und klassierte sich im Weitsprung mit 5,02 m den siebten Platz. Im Jahr darauf wurde sie bei den CARIFTA-Games in Basseterre mit 1,65 m Siebte im Hochsprung und belegte mit 5,37 m den fünften Platz im Weitsprung. 2016 gelangte sie bei den CARIFTA-Games in St. George’s mit 1,68 m auf den fünften Platz im Hochsprung und wurde mit 5,20 m Elfte im Weitsprung. 2017 erreichte sie bei den CARFITA-Games in Willemstad mit 1,73 m Rang vier in der U20-Altersklasse im Hochsprung und belegte mit 5,35 m den achten Platz im Weitsprung. Im Jahr darauf gewann sie bei den CARIFTA-Games in Nassau mit 1,81 m die Silbermedaille und gelangte im Weitsprung mit 5,49 m auf Rang sechs im Weitsprung. Anschließend klassierte sie sich bei den Zentralamerika- und Karibikspielen in Barranquilla mit 1,82 m auf dem sechsten Platz im Hochsprung. 2022 nahm sie für Curaçao an den Südamerikaspielen in Asunción teil und gewann dort mit 1,81 m die Silbermedaille hinter der Brasilianerin Valdiléia Martins und gelangte im Weitsprung mit 5,15 m auf den achten Platz.
2023 wurde sie bei der 1. Liga der Team-Europameisterschaft im Rahmen der Europaspiele in Chorzów mit übersprungenen 1,80 m Fünfte, ehe sie bei den Zentralamerika- und Karibikspielen in San Salvador mit 1,84 m die Silbermedaille hinter der Dominikanerin  	Marysabel Senyu gewann.
In den Jahren 2021 und 2023 wurde Antonia niederländische Meisterin im Hochsprung.

## Persönliche Bestleistungen
- Hochsprung: 1,85 m, 11. September 2022 in Assendelft
- Weitsprung: 5,90 m (−0,5 m/s), 10. Juni 2023 in Leiden